# Sengir
Sengir was een Belgische gothic metalband uit Aalst, Oost-Vlaanderen. Zangeres Ellen Schutyser speelde een sleutelrol in de band.
In het jaar 2003 debuteerde Sengir met haar eerste album, Guilty Water. Sengir was toen reeds enkele jaren actief in de Belgische metalscene en had eerder al de demo Autumn Tears opgenomen. Het debuut Guilty Water werd opgenomen en geproduceerd door Xavier Carion, die eerder al voor de Belgische thrashmetalband Channel Zero zijn diensten verleende. De Belgische pers stond kritisch tegenover het debuut en verweet de band helemaal geen metal te spelen.
Voordat in 2006 het vervolgalbum Sign Of Devotion verschijnt, ondergaat de band een bezettingswissel. Het tweede album is meer gestructureerd en de reacties van de pers zijn milder. Sengir maakt op Sign Of Devotion gebruik van zowel piano als keyboards, een stevig gitaargeluid en plaatst de vocalen op de voorgrond.
In een interview met Metalfan (2006), zegt zangeres Ellen Schutyser het volgende over de twee albums:
“Het eerste album was geschreven door iemand die de band al een aantal jaar geleden heeft verlaten. Je zit eigenlijk met een totaal nieuwe band en dat hoor je wel natuurlijk. We hebben nu mensen die technisch toch wel wat meer getalenteerd zijn. ‘Guilty Water’ was simpelweg een verzameling van nummers die we door de jaren heen geschreven hebben. We hebben die nummers toen op een album geplakt en dat was eigenlijk het debuut. ‘Sign Of Devotion’ is veel meer gestructureerd en opbouwend.”
Thematisch kan Sengir wel een buitenbeentje worden genoemd, in vergelijking met andere vergelijkbare gothicmetalbands zoals Evanescence, Within Temptation, Lacuna Coil en Nightwish. Waar deze bands in hun teksten en thematiek vrij snel naar fantasie-elementen grijpen, zijn Sengir haar teksten -vooral op het tweede album- eerder alledaags. De emoties en belevenissen die Sengir en haar leden meemaken, vormen de rode draad door de muziek.
De invloeden die de bandleden zijn uiteenlopend: Tori Amos, Madonna, Depeche Mode, Paradise Lost, HIM, Anathema, Lacrimosa, Lacuna Coil, Rammstein, The Vision Bleak, Elis, Within Temptation, Sisters of Mercy, Autumn, Korn, Pantera, Soundgarden en Tool.
Sengir bracht twee albums uit bij BuzzVille Records en tourde door Europa, samen met andere bands en speelde op het hoogtepunt van hun carrière twee keer op het GMM (Graspop Metal Meeting), in 2005 en 2006.
Sengir is opgeheven: op 9 november 2007 was het laatste concert van Sengir.

## Discografie

### Demo
- 2000 - Autumn Tears

### Albums
- 2003 - Guilty Water
- 2006 - Sign of Devotion